# 李氏家族墓地 (甘南)
李氏家族墓地，位于中国甘肃省甘南藏族自治州临潭县，为一个省级文物保护单位，类型为古墓葬。
李氏家族墓地的历史年代为明代。